# Liparis kusnetzovi
Liparis kusnetzovi és una espècie de peix pertanyent a la família dels lipàrids.

## Hàbitat
És un peix marí, associat als esculls i de clima temperat.

## Distribució geogràfica
Es troba al mar del Japó i l'estret de Tartària.

## Observacions
És inofensiu per als humans.